# Appuleia de Metello
Apuleia de Metello va ser una llei establerta a proposta d'Apuleu Saturní, tribú de la plebs l'any 652 de la fundació de Roma (100 aC), sota els cònsols Gai Mari i Luci Valeri, que establia la deportació de Quint Cecili Metel Numídic per haver-se oposat al jurament a que obligava la llei Appuleia agraria. Metel va ser l'únic senador que s'hi va oposar.